# 음향 태그
음향 태그(영어: Acoustic tag)는 수생 생태계에 있어서의 생물의 검출 및 또는 원격 추적을 가능하게 하는 소형의 발음 장치이다. 음향태그는 물고기의 행동을 감시하기 위해 일반적으로 사용된다. 연구는 호수, 강, 지류, 하구 또는 바다에서 할 수 있다. 음향 태그 기술에 의해, 연구자는 태그 부착 물고기의 위치 데이터를 취득할 수 있다. 태그와 리시버 어레이의 구성에 따라 연구자는 간단한 유무 데이터, 2D 위치 데이터, 심지어 서브미터 해상도로 실시간으로 3D 물고기 궤도를 수신할 수 있다.
음향 태그를 사용하여 연구원은 다음을 수행할 수 있다.
- 생존 연구 수행
- 마이그레이션 / 통로 / 궤적 모니터링
- 2 차원 또는 3 차원 (2D 또는 3D)에서 동작 추적
- 댐 및 기타 통로에서 우회 효과 측정
- 포식자 / 먹이 역학 관찰

## 견본 추출
음향 태그는, 태그 부착 생물에 관한 위치 정보를 하이드로폰 수신기에 송신하는 음향 펄스 즉 「ping」로 이루어진 신호를 송신한다. 수신한 음향서명을 기존의 타입의 프로그램된 신호 코드에 연결시킴으로써 특정 태그 부착 개인을 식별한다. 발신 신호는 최대 1킬로미터까지 전달된다. 수신기의 어레이는 태그 달린 개인을 몇 km에 걸쳐 삼각 측량할 수 있다. 음향 태그는 배터리 지속 시간이 매우 길 수 있다. 태그에 따라서는 최장 4년간 지속된다.

### 태그

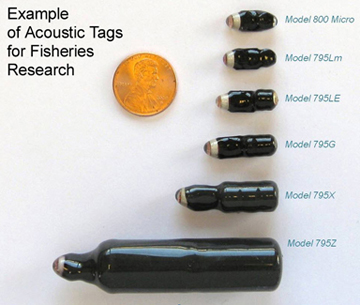
음향 태그 크기의 예

음향 태그는, 연구 대상의 종의 종류나 환경의 종류에 따라, 여러 가지 형태나 크기로 생성된다. 최적의 검출가능성 및 신호수준을 위해 주파수 및 변조방법 등의 음향파라미터가 선택된다. 해양환경에서는 100kHz 미만의 주파수가 많이 사용되지만 수백kHz의 주파수는 하천이나 호수에서의 연구에서 보다 일반적으로 사용된다.
일반적인 어쿠스틱 태그는 피에조 세라믹 트랜스듀서, 드라이브 타이밍 일렉트로닉스 및 배터리 전원 (인용 필요)으로 구성되어 있다. 구조물의 내벽 및 외벽에 금속화를 가진 원통형 또는 '튜브' 트랜스듀서가 자주 사용된다. 통상 동작 시에는 구동타이밍전자에 의해 생성된 교류(AC) 전기신호가 2개의 메탈라이제이션층에 걸쳐 인가된다. 이 전압은 재료에 응력을 발생시켜 트랜스듀서가 음향신호 ( ping )을 발하고 그것이 관의 표면에서 밖으로 나타납니다. 음향 ping은 특수한 수신기에 의해 검출돼 수신영역에 헤엄치고 있는 물고기가 특정 음향태그를 가지고 있는지를 결정하기 위해 고도의 신호처리기술을 사용해 처리된다.
음향태그는 소금물에서도 민물에서도 기능을 하며(RF태그 및 PIT태그의 성능이 낮음), 특정경로에서의 물고기 조종에 의존하지 않는다는 점에서 무선태그나 패시브 유도트랜스폰더(PIT)태그 등 다른 유형의 디바이스와 구별된다. PIT태그는 물고기를 제한된 감지로 라우팅해야 한다.
생물에 표지를 붙이기 위해 여러 종류의 다른 방법이 사용된다. 물고기는 물고기의 복강 소절개부를 절단해 태그를 자주 박거나 갈렛트를 내려 음향 태그를 위에 심는다(위이식). 점착성 화합물을 사용하는 외부 부착물은 일반적으로 생선에는 사용되지 않습니다.스케일 유체는 조직을 스케일하기 위한 어떠한 부착도 가능하지 않기 때문이다. 다른 생물에서 태그는 무거운 접착제를 붙인다.

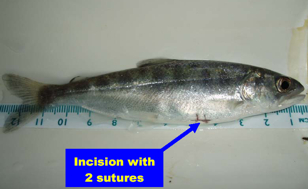
태그의 수술 후 이식의 예.

### 수신기

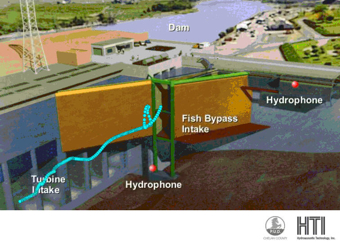
물고기 우회 섭취를 통해 여행하는 청소년 살 모니의 그림.

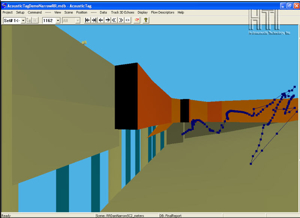
어쿠스틱 태그 추적 소프트웨어 화면에서 물고기 우회로를 향해 이동하는 물고기 (측면보기).

각 하이드로폰에 도달할 때까지의 소리의 시간을 결정함으로써 물고기의 3D 위치를 산출할 수 있다. 하이드로폰 수신기는 음성 신호를 받아 연구자가 태그의 위치를 실시간으로 3차원으로 플롯하기 위한 데이터로 변환한다. 마크 태그와 같은 후처리 소프트웨어를 사용하여 그 데이터를 꺼내어 최종 결과인 3D 트랙을 제공한다.

## 응용

### 강하

#### 댐
현재 음향태그는 수력댐으로 물고기가 다가오는 방향전환이나 유도구조를 감시하기 위해 가장 일반적으로 사용되고 있다. 이것에 의해 수력 댐 시설, 공공 사업 지역 및 시정촌은 생선이 사용하는 특정 이동 경로(가장 많은 것은 연어의 용탕)를 평가하고, 물고기의 사망률이 발생하는 장소를 특정하고, 유체역학적 조건 및 또는 기타 환경 파라미터와 관련하여 물고기의 행동을 평가할 수 있다. Acoustic Tag Tracking Systems는 최종적으로 우회효과 향상과 어군 보호에 힘쓰고 있으며 연어의 이동을 막는 데 큰 진전을 이루고 있다. 컬럼비아 강에서 작동하는 Acoustic Tag Tracking Systems의 예는 Grant County의 최신 신청서 보관됨 2008-05-10 - 웨이백 머신 또는 Chelan County의 최신 신청서를 참조하기 바란다. .
공공사업기관, 민간기업, 주 및 연방기관이 FERC로 알려진 연방규제 및 에너지감독국에 의해 정의된 어업규제를 충족시키는데 도움이 되도록 음향태그가 사용되고 있다.

## 같이 보기
- 동물 이동 추적
- 데이터 저장 태그
- GIS 및 수생 과학
- 팝업 위성 보관 태그

## 참고 문헌
1. ↑  Cooke, Steven J.; Midwood, Jonathan D.; Thiem, Jason D.; Klimley, Peter; Lucas, Martyn C.; Thorstad, Eva B.; Eiler, John; Holbrook, Chris; Ebner, Brendan C. (2013년 5월 1일). “Tracking animals in freshwater with electronic tags: past, present and future”. 《Animal Biotelemetry》 (영어). 5쪽. doi:10.1186/2050-3385-1-5.
2. ↑  Cooke, Steven J.; Midwood, Jonathan D.; Thiem, Jason D.; Klimley, Peter; Lucas, Martyn C.; Thorstad, Eva B.; Eiler, John; Holbrook, Chris; Ebner, Brendan C. (2013년 5월 1일). “Tracking animals in freshwater with electronic tags: past, present and future”. 《Animal Biotelemetry》 (영어). 5쪽. doi:10.1186/2050-3385-1-5.